# Medio activo
En la tecnología del láser, el medio activo es el material donde se produce la inversión de población; es decir, el medio donde se consigue situar más átomos en un estado excitado que en el estado de más baja energía de la transición electrónica utilizada en el láser. Esta inversión de población se suele conseguir aportando energía al medio con el llamado bombeo, de forma que no interfiera con las transiciones implicadas en la emisión láser.
Algunos ejemplos de medios activos utilizados en varios tipos de láseres son:
- algunos cristales, habitualmente dotados con iones de tierras raras (como el neodimio, el iterbio o el erbio) o iones de metales de transición (cómo el titanio o el cromo), a menudo el YAG, el ortovanadato de itrio (YVO4) o el zafiro (Al2O3).
- algunos vidrios, como vidrios de silicatos o fosfatos, también dotados con iones activos.
- gases, como mezclas de helio y neón, nitrógeno, argón, monóxido de carbono, dióxido de carbono o vapores metálicos.
- semiconductores, como el arseniuro de galio (GaAs), el arseniuro de indio y galio (InGaAs) o el nitruro de galio (GaN).
- soluciones líquidas de algunos colorantes.
- un haz de electrones (en los láseres de electrones libres).

- Datos: Q1806565